# Thierry Lhermitte

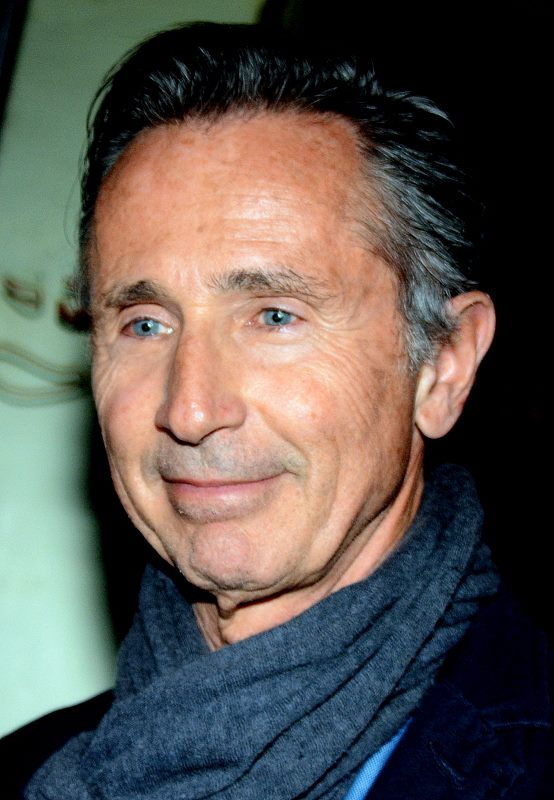
Thierry Lhermitte (2015)

Thierry Lhermitte (* 24. November 1952 in Boulogne-Billancourt) ist ein französischer Schauspieler.

## Leben
Thierry Lhermitte ist vor allem bekannt für seine komödiantischen Filmrollen. In den 1970er Jahren war er Mitbegründer der französischen Comedygruppe Le Splendid. Weitere Mitglieder dieser Truppe waren Christian Clavier, Gérard Jugnot und Michel Blanc, mit denen er bereits zusammen zur Schule gegangen war. Nach den Bühnenprogrammen entstanden mehrere Kinofilme unter der Regie von Patrice Leconte.
Größere Bekanntheit erlangte Lhermitte mit der Filmtrilogie Die Bestechlichen an der Seite von Philippe Noiret. Zeitweise arbeitet er auch als Drehbuchautor und Produzent.

## Filmografie (Auswahl)
- 1973: L’an 01
- 1974: Die Ausgebufften (Les valseuses)
- 1975: Wenn das Fest beginnt … (Que la fête commence …)
- 1978: Die Strandflitzer (Les bronzés)
- 1978: Sonne, Sex und Schneegestöber (Les bronzés font du ski)
- 1979: Les héros n’ont pas froid aux oreilles
- 1980: Die Bankiersfrau (La banquière)
- 1981: Les hommes préfèrent les grosses
- 1981: Clara und die tollen Typen (Clara et les chics types)
- 1981: Heirate mich nicht, Chérie (L’année prochaine … si tout va bien)
- 1982: Da graust sich ja der Weihnachtsmann (Le Père Noël est une ordure)
- 1984: Die Bestechlichen (Les ripoux)
- 1984: Liebe ohne Ausweg (Until September)
- 1990: Gauner gegen Gauner (Ripoux contre ripoux)
- 1990: Sheherazade – Mit 1001 PS ins Abenteuer (Les 1001 nuits)
- 1991: Wenn man vom Teufel spricht (Un piede in paradiso)
- 1991: Der Joker und der Jackpot (La totale!)
- 1992: Das Zebra (Le Zèbre)
- 1993: Tango Mortale (Tango)
- 1993: Fanfan & Alexandre (Fanfan)
- 1994: Little Indian – Der Großstadtindianer (Un indien dans la ville)
- 1997: Marquise – Gefährliche Intrige (Marquise)
- 1997: American Werewolf in Paris (An American Werewolf in Paris)
- 1998: Dinner für Spinner (Le dîner de cons)
- 2001: Ein Mann sieht rosa (Le placard)
- 2002: And Now … Ladies & Gentlemen
- 2002: Eine ganz private Affäre (Une Affaire privée)
- 2003: Eine Affäre in Paris (Le divorce)
- 2003: Im Schatten der Wälder (Cette femme-là)
- 2003: Les clefs de bagnole
- 2003: Der kleine Scheißer (Mauvais esprit)
- 2003: Die Bestechlichen 3 – Rückkehr eines Gauners (Ripoux 3)
- 2004: L’ex-femme de ma vie
- 2006: Les bronzés 3: amis pour la vie
- 2006: Mr. Average – Der Mann für alle Fälle (Comme tout le monde)
- 2009: Auf der Parkbank (Bancs publics (Versailles rive droite))
- 2012: Les papas du dimanche
- 2012: Nothing Sacred
- 2012: Le noir (te) vous va si bien
- 2013: Quai d’Orsay
- 2014: Die Zeugen (Les Témoins; Fernsehserie, 6 Folgen)
- 2015: Nos femmes
- 2016: Absturz ins Leben (La nouvelle vie de Paul Sneijder)
- 2018: La finale
- 2019: All Inclusive
- 2019: Just a Gigolo
- 2019: Joyeuse retraite!
- 2020: Brutus vs César
- 2020: Hommes au bord de la crise de nerfs
- 2021: Mord in Saint-Tropez (Mystère à Saint-Tropez)
- 2023: Jagen auf Französisch (Chasse gardée)
- 2024: Liebesbriefe aus Nizza (N’avoue jamais)